# Свиридченков, Игорь Владимирович
Игорь Владимирович Свиридченков (род. 27 октября 2000, Краснодон, Луганская область, Украина) — российский боксёр-любитель, выступающий в полусредней и в первой средней весовых категориях. Мастер спорта России (2022), член сборной России по боксу (2022—н.в.), чемпион России (2022), бронзовый призёр чемпионата России (2023), бронзовый призёр Всероссийской Спартакиады (2022), серебряный призёр чемпионата России среди молодёжи до 22 лет (2021), победитель и призёр международных и всероссийских турниров в любителях.

## Биография
Родился 27 октября 2000 года в городе Краснодон, в Луганской области, на Украине. В юности он учился и воспитывался в Луганском высшем училище физической культуры (ЛВУФК). Его тренером является учитель по боксу ЛВУФК Владислав Никитин.

## Любительская карьера
С 2019 года выступает на Всероссийских соревнованиях.

### 2021—2022 годы
В мае 2021 года он стал серебряным призёром на молодёжном чемпионате России (19-22 лет) в категории до 69 кг, в финале проиграв Ивану Ступину.
В начале сентября 2021 года в Кемерово участвовал на чемпионате России в категории до 71 кг, где он в первом раунде соревнований по очкам единогласным решением судей победил Радмира Абдурахманова, затем в 1/8 финала по очкам раздельным решением судей победил Бижама Бижамова, но в четвертьфинале единогласным решением судей со счётом 0:5 проиграл опытному Юрию Осипову, — который в итоге стал серебряным призёром чемпионате России 2021 года.
В апреле 2022 года он стал лучшим в региональном чемпионате ЦФО.
В августе 2022 года, в Москве стал бронзовым призёром в категории до 71 кг Всероссийской Спартакиады между субъектами РФ по летним видам спорта среди сильнейших спортсменов, где он в четвертьфинале единогласным решением судей победил опытного Шохаббоса Шукурова, но затем в полуфинале единогласным решением судей проиграл Юрию Осипову из Москвы, — который в итоге стал чемпионом Всероссийской Спартакиады 2022 года.
И 31 августа 2022 года ему было присвоено спортивное звание «Мастер спорта России».
В начале октября 2022 года в Чите стал чемпионом России в категории до 71 кг, где он в 1/8 финала соревнований по очкам единогласным решением судей (5:0) победил Владислава Чепижко, в четвертьфинале по очкам единогласным решением судей (5:0) победил опытного Сергея Собылинского, в полуфинале раздельным решением судей (4:1) победил Юрия Осипова, и в финале единогласным решением судей победил Ивана Ступина.
И на этом чемпионате он был признан лучшим боксёром соревнований, а это значит он стал лучшим боксёром в России.

### 2023 год
В феврале 2023 года он стал бронзовым призёром международного турнира на призы короля Марокко Мухаммеда VI в Марракеше (Марокко), в полуфинале — в конкурентном бою проиграв опытному иорданцу Зейяду Ишаишу, — который в итоге стал победителем этого турнира.
В мае 2023 года, в Ташкенте (Узбекистан) участвовал на чемпионате мира, в весе до 71 кг. Где он в 1/16 финала соревнований по очкам единогласным решением судей (5:0) победил боксёра из Таиланда Пирапата Есунгноена, затем в 1/8 финала по очкам единогласным решением судей (5:0) победил туркменского боксёра Байрамдурды Нурмухаммедова, но в четвертьфинале по очкам единогласным решением судей (0:5) проиграл опытному узбекскому боксёру Саиджамшиду Джафарову, — который в итоге стал серебряным призёром чемпионата мира 2023 года.

### 2024 год
Стал победителем розыгрыша Кубка России.
Стал бронзовым приезером Кубка России. 

## Профессиональный бокс
25 апреля 2025 года, в Самаре на международном вечере «Бокс на Волге», победил восьмикратного чемпиона Пуэрто-Рико 29-летнего Райан Пино (17-7, 9 КО). На протяжении 6-ти раундов российский боец был значительно точней и ативней. Судейское решение: едингласная победа Свиридченкова.

## Спортивные результаты
- Чемпионат России по боксу 2022 года — ;
- Всероссийская спартакиада 2022 года — ;
- Чемпионат России по боксу среди молодёжи (19-22 лет) 2021 года — .
- Кубок России по боксу 2025 — ;